# Agrilus tenellus
Agrilus tenellus es una especie de insecto del género Agrilus, familia Buprestidae, orden Coleoptera.
Fue descrita científicamente por Fåhraeus in Boheman, 1851.